# Баджо, Дино
Ди́но Ба́джо (итал. Dino Baggio; род. 24 июля 1971, Кампосампьеро, Венеция) — итальянский футболист, полузащитник.

## Биография
Воспитанник клуба «Торино», в основном составе которого дебютировал в возрасте 19 лет. Бо́льшую часть карьеры провёл в «Ювентусе», «Парме» и «Лацио». Всего в серии A провёл 330 матчей, забил 24 гола. Трижды выигрывал Кубок УЕФА. В еврокубках провёл 70 матчей, забил 13 голов.
В сезоне 1998/99 в матче розыгрыша данного кубка против краковской «Вислы» нож, брошенный с трибуны, попал рукояткой ему в голову, что привело к годичной дисквалификации польского клуба.
Дино Баджо объявил о завершении своей игровой карьеры в 2005 году в возрасте 34 лет после непродолжительной игры за клуб Серии B «Триестина».
В феврале 2008 года стало известно, что Дино Баджо решил возобновить свою карьеру в качестве игрока, приняв приглашение от своего первого тренера Чезаре Кривелларо, возглавлявшего клуб «Томболо» из низшего итальянского дивизиона.
За сборную Италии в 1991—1999 годах сыграл 60 матчей, забил 7 голов. Участник чемпионатов мира 1994 и 1998 годов, чемпионата Европы 1996 года, Олимпийских игр 1992 года.

## Достижения

### Клубные
- Кубок Италии:

Парма: 1998/99
- Суперкубок Италии:

Парма: 1999
- Кубок Митропы:

Торино: 1991
- Кубок УЕФА (3):

Ювентус: 1992/93
Парма: 1994/95; 1998/99
- Чемпионат Италии:

Ювентус: 1993/94 — 2 место
Парма: 1996/97 — 2 место

### Сборная
- Молодёжный чемпионат Европы

1992 — чемпион
- Чемпионат мира по футболу:

1994 — 2 место

## Личная жизнь
Женат на актрисе Терезе Маттеи. Имеет двух сыновей — Алессандро и Леонардо. В настоящее время живёт с семьёй в Томболо (городе, в котором он провёл детские годы).